# Primeira Divisão 1975-76
La Primeira Divisão 1975/76 fue la 42ª edición de la máxima categoría de fútbol en Portugal. Benfica ganó su 22° título. El goleador fue Rui Jordão del equipo campeón con 30 goles.

## Tabla de posiciones
|    | Clasificación        | Pts. | PJ | PG | PE | PP | GF | GC |
| -- | -------------------- | ---- | -- | -- | -- | -- | -- | -- |
| 1  | Benfica              | 50   | 30 | 23 | 4  | 3  | 94 | 20 |
| 2  | Boavista             | 48   | 30 | 21 | 6  | 3  | 65 | 23 |
| 3  | Belenenses           | 40   | 30 | 16 | 8  | 6  | 45 | 28 |
| 4  | Porto                | 39   | 30 | 16 | 7  | 7  | 73 | 33 |
| 5  | Sporting de Portugal | 38   | 30 | 16 | 6  | 8  | 54 | 31 |
| 6  | Vitória Guimarães    | 36   | 30 | 13 | 10 | 7  | 49 | 32 |
| 7  | Braga                | 28   | 30 | 9  | 10 | 11 | 35 | 43 |
| 8  | Estoril-Praia        | 28   | 30 | 10 | 8  | 12 | 31 | 45 |
| 9  | Vitória Setúbal      | 26   | 30 | 8  | 10 | 12 | 39 | 42 |
| 10 | Atlético CP          | 23   | 30 | 9  | 5  | 16 | 26 | 49 |
| 11 | Académica de Coimbra | 23   | 30 | 7  | 9  | 14 | 32 | 47 |
| 12 | Leixões              | 22   | 30 | 8  | 6  | 16 | 30 | 65 |
| 13 | Beira Mar            | 21   | 30 | 6  | 9  | 15 | 28 | 47 |
| 14 | UFCI Tomar           | 21   | 30 | 7  | 7  | 16 | 32 | 61 |
| 15 | Farense              | 19   | 30 | 8  | 3  | 19 | 33 | 65 |
| 16 | GD CUF               | 18   | 30 | 4  | 10 | 16 | 15 | 50 |

|  | Clasificado para la Copa de Europa 1976-77   |
|  | Clasificado para la Recopa de Europa 1976-77 |
|  | Clasificado para la Copa de la UEFA 1976-77  |
|  | Descenso a la Segunda Divisão                |

|                            |
| Campeón Benfica 22° título |